# Intertechnique
Intertechnique est un équipementier aéronautique, créé en 1951 en tant que filiale du groupe Dassault. Le groupe est racheté en 1999 par Zodiac Aerospace.

## Histoire

### Création par Dassault
A la Libération, l'industrie aéronautique française découvre son retard sur l'industrie américaine. Dès 1947, le groupe Dassault travail sur le prototype du premier avion à réaction français, le Dassault Ouragan. L'absence d'équipementier français capable de relever le défi technologique pousse Marcel Dassault à fonder Intertechnique en 1951, avec l'aide de Jacques Maillet qui avait été chargé par le ministère de l'Air en 1939 d'une mission d'achats aux États-Unis d'équipement pour l'industrie aéronautique française. La principale activité de la filiale est alors d'importer du matériel américain. Puis dans le courant des années 1950, l'achat d'un grand nombre de licences facilité par le plan Marshall permet à la société de monter en compétence en fabriquant du matériel américain en France pour Dassault.

### Programme nucléaire civil
Fin des années 1950, Intertechnique se diversifie et participe au programme nucléaire civil français en fabriquant des calculateurs numériques pour gérer des appareils de sécurité de centrales nucléaires. Cette diversification ne correspondant pas l'activité aéronautique du groupe Dassault, Marcel Dassault décide de donner à Intertechnique son indépendance en 1959. Le besoin croissant d'investissement ne pouvant plus être assuré par l'ancienne société mère, Jacques Maillet se tourne pour se financer vers des amis résistant comme Jacques Chaban-Delmas. Un de ces amis, Maurice Bourgès-Maunoury, fait rentrer le groupe Rivaud au capital de l'entreprise en 1961. L'expérience en électronique numérique acquise par la participation au programme nucléaire permet à la firme de développer une nouvelle branche d'activité. Elle participe ainsi aux programmes du Conseil européen de recherches spatiales en embarquant des systèmes électroniques dans des satellites. La société crée aussi une branche Instrument qui produit des instruments électroniques médicaux et scientifiques. 

### Mini-ordinateur en 1969
En 1969, elle est la cinquième société européenne (après la SEA, Mors, la CII et la britannique Ferranti) à fabriquer un mini-ordinateur, le Multi-8 sous licence américaine Microdata. En 1975, elle achète les droits d'usage exclusif du système d'exploitation Pick qu'elle aura jusqu'en 1984. La branche informatique devient une filiale en 1985 sous le nom d'IN2 et sera racheté en 1989 par Siemens.

### Aéronautique
Ces diversifications n’empêchent pas Intertechnique de garder comme activité principale l'aéronautique. Au cours de son existence, l'entreprise a participé à la construction de nombreux avions, principalement militaires, tel que l'Alpha Jet, le Mirage, le Jaguar, le Concorde, etc.
En juin 1992, Jacques Maillet laisse sa place de PDG. En octobre 1999, l'entreprise est racheté par Zodiac Aerospace.